# Geitelder Graben
Der Geitelder Graben ist ein Zusammenfluss mehrerer Waldbäche des im Braunschweiger Ortsteil Geitelde gelegenen Geitelder Holzes. Er mündet nach etwa 2 km in Rüningen in den Mühlengraben, der wiederum über den Fuhsekanal in die Oker fließt.

## Geographie
Das Geitelder Holz liegt im südöstlichen Stadtgebiet Braunschweigs und ist im Westen und Norden umgeben von einer um etwa 20 Meter ansteigenden Kreideformation, deren höchste Erhebung der Geitelder Berg mit 111 m ü. NHN darstellt. Das aus diesem Gebiet abfließende Wasser sammelt sich in dem auf etwa 80 Meter gelegenen Waldgebiet in mehreren Gräben, die im Wald zusammentreffen. Dieser Ort ist in der Infobox als Quellort angegeben. Je nach Witterungsbedingungen fallen diese Zuflüsse gelegentlich trocken.
Der Bach verlässt den Wald in Richtung Südosten und wird von der Verbindungsstraße zwischen Geitelde und Rüningen überquert. Der Verlauf durch die Ackerflur ist geradlinig, die Struktur naturfern. Er erreicht Rüningen in dem südlich des Ortskerns gelegenen Gewerbegebiet, das er teils oberirdisch und teils verrohrt und als Straßengraben passiert. Nach Unterquerung der ehemaligen Bundesstraße 248 (Thieder Straße) floss der Graben bis 2023 relativ strukturarm Richtung Osten und weiter durch eine Grünanlage im Bereich der ehemaligen Okeraue. Im Zuge des Neubaus der Leiferder Fischerbrücke wurde in diesem Bereich als Ausgleichsmaßnahme ein Retentionsraum durch Verlegung und Aufweitung des Gewässers geschaffen. Der Graben erreicht an der Eisenbahnbrücke den von der Oker abzweigenden Mühlengraben Rüningen, der ihm bei normalen Wasserständen im alten Okerbett entgegenfließt.
Das Gewässer knickt an der Brücke nach Norden parallel zur Bahnstrecke ab und trifft vor der Berkenbuschstraße auf die Reste des von links zufließenden Okeraltarms Graben Rüningen aus dem Gebiet des Sportplatzes. Entlang der Straße mäandert er als Mühlengraben, durchfließt das Gelände der Mühle Rüningen und erreicht unterhalb der Mühle den Fuhsekanal. Dieser wiederum fließt nach Süden und weiter nach Osten zur Oker.

## Gewässerqualität
Die Wasserqualität wird von der Stadtentwässerung Braunschweig überwacht, die wiederum das Institut für Geoökologie an der TU Braunschweig damit beauftragt hat. Das Gewässer wurde 2010 kartiert und hinsichtlich seiner Strukturgüte beurteilt. Eine Qualitätsmessstelle befindet sich an dem in den Mühlengraben Rüningen einmündenden Graben Rüningen die regelmäßig beprobt wird. An der Probennahmestelle im Ortsbereich Rüningen nahe der Berkenbuschstraße ergab sich demnach 2011 noch die Note „III“, 2020 jedoch nur die Note „IV“. Auch für 2023 wurde lediglich die Note III erreicht und das Gewässer hinsichtlich der Saprobiewerte als schlechtestes Gewässer in Braunschweig bewertet.

## Galerie

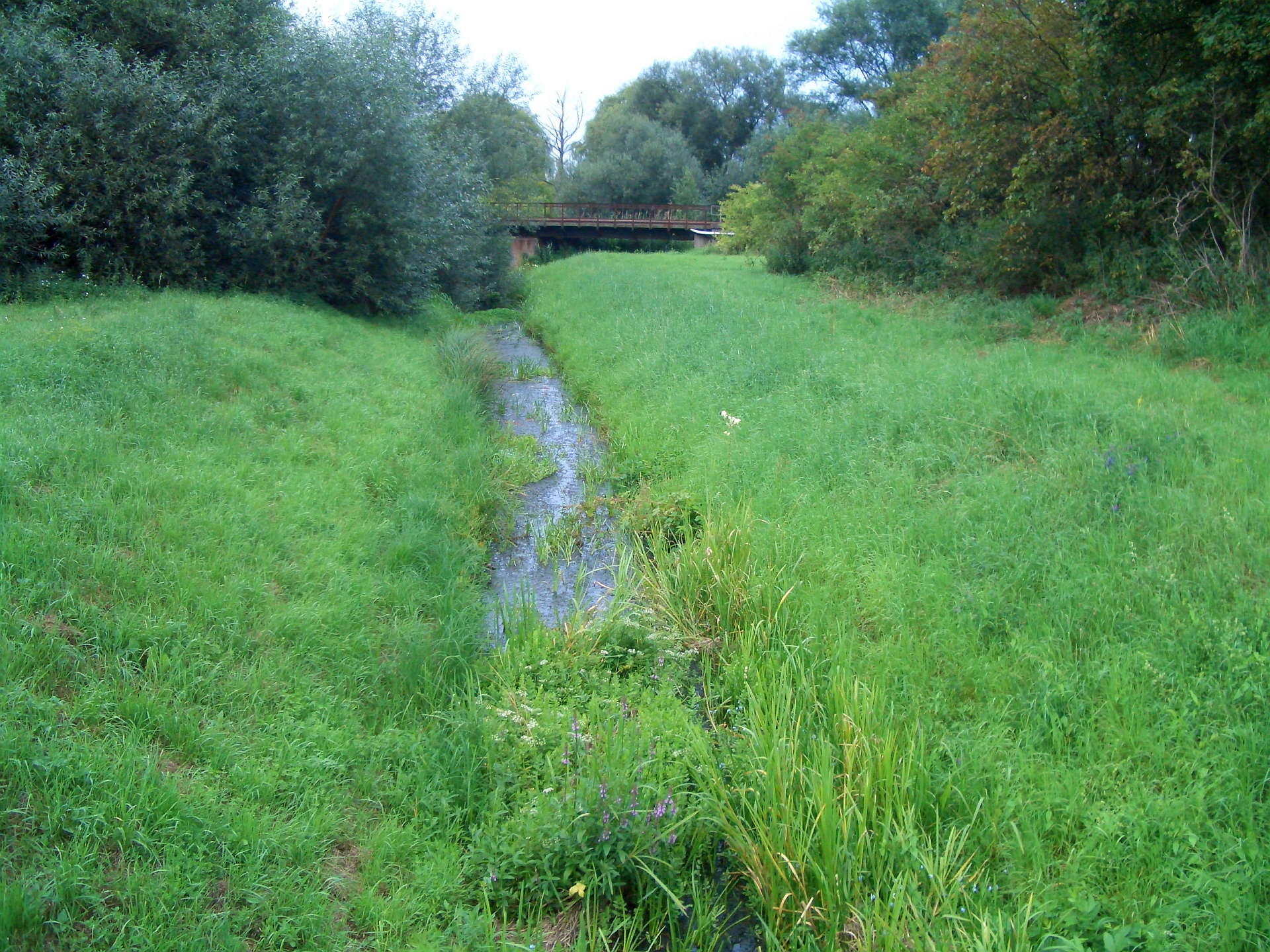
Früherer Verlauf des Geitelder Grabens in Rüningen beim Jugendplatz
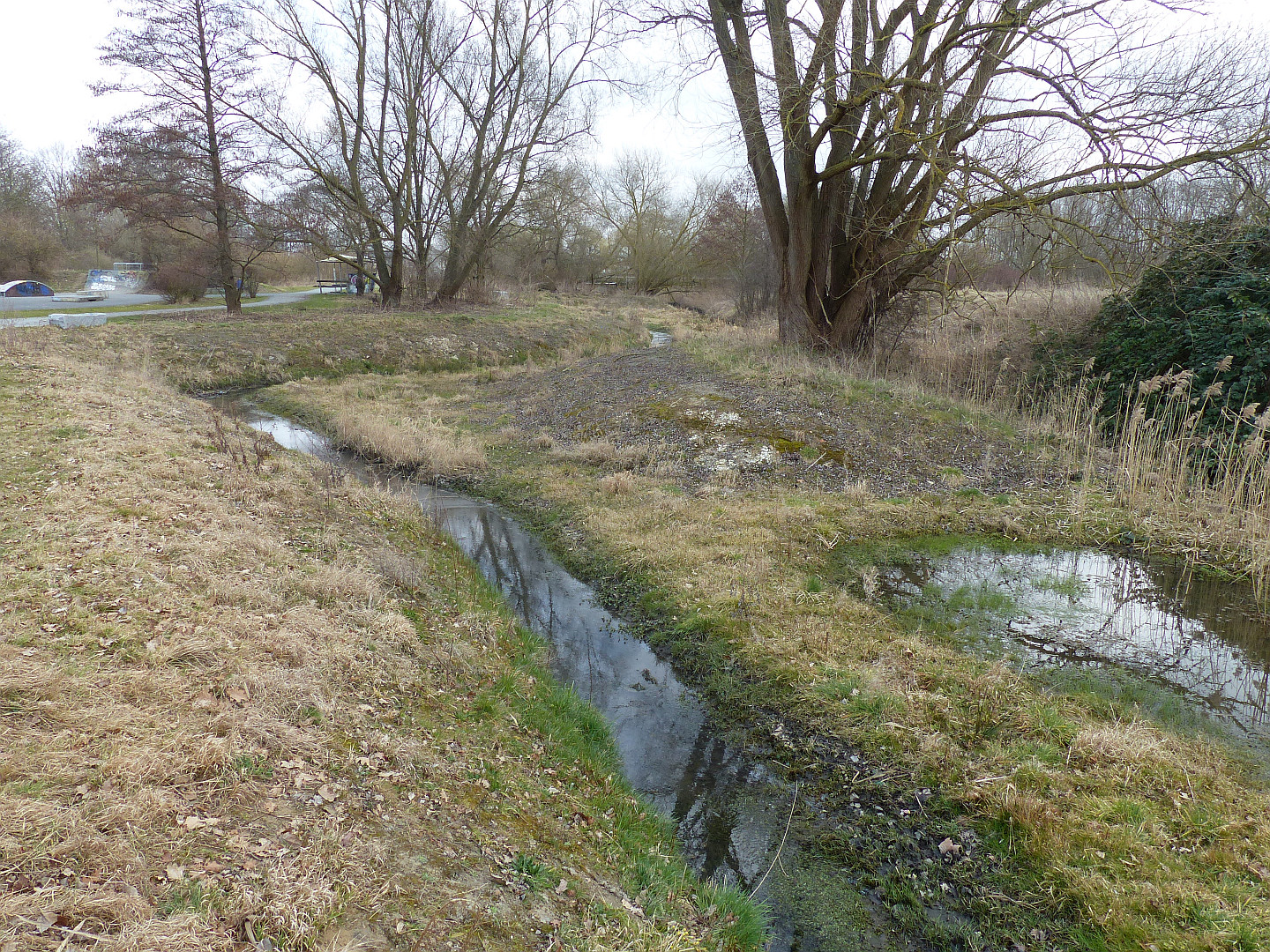
Geitelder Graben in Rüningen nach der Ausgleichsmaßnahme Retentionsraum 2023
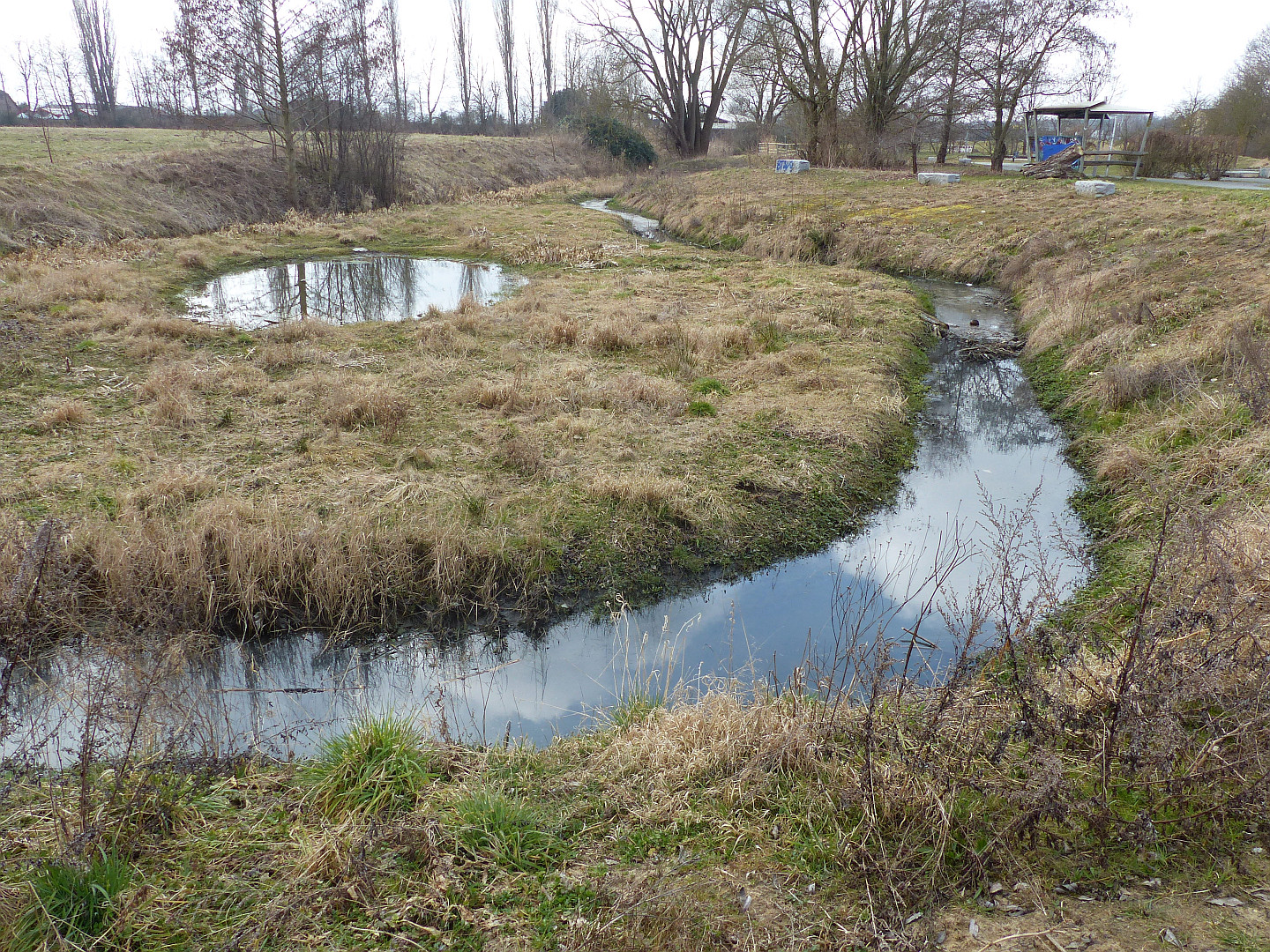
Geitelder Graben in Rüningen ebenda, Blick nach Westen
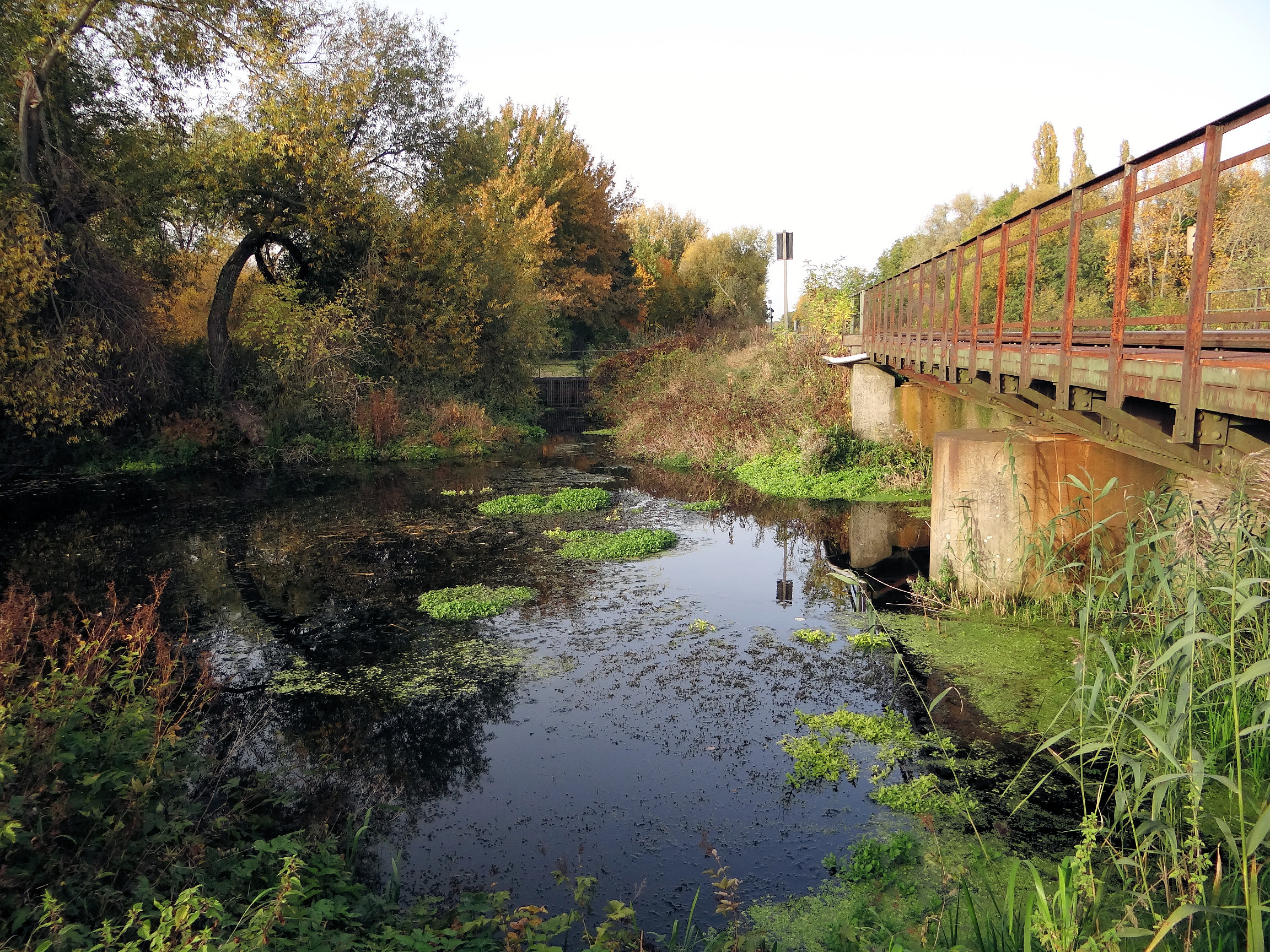
Ende des Geitelder Grabens (von links kommend) am Mühlengraben Rüningen (Fließrichtung vom Betrachter weg)